# Rudka Starościańska
Rudka Starościańska – wieś w Polsce położona w województwie lubelskim, w powiecie lubartowskim, w gminie Uścimów.
W latach 1975–1998 miejscowość położona była w województwie lubelskim.
Wieś stanowi sołectwo gminy Uścimów. Według Narodowego Spisu Powszechnego z roku 2011 wieś liczyła 181 mieszkańców.
Wierni Kościoła rzymskokatolickiego należą do parafii Parafia Niepokalanego Poczęcia NMP w Ostrowie Lubelskim.

## Części wsi
| SIMC    | Nazwa     | Rodzaj    |
| ------- | --------- | --------- |
| 0392900 | Gościniec | część wsi |
| 0392916 | Rudka     | część wsi |

## Historia
W 1564 r. była to wieś królewska Ruda Korbutowa, nazwana tak od pierwszego jej rudnika Koributa. Było to na owe czasy duże przedsięwzięcie, bo
urządzenia rudni poruszało aż 6 kół wodnych. Położone było nad rzeką Jedlanką poniżej obecnej wsi Jedlanka. Pracę w tej Rudzie rozpoczęto w pierwszej połowie XVI w. Miała 2 młyny zbudowane na 2 sadzawkach. Dwa łany ziemi i łąka dawały podstawę dla wyżywienia ludzi pracujących w Rudzie.
Roczny pobór (podatek) z niej był duży, wynosił 16 grzywien, co dowodzi dużego z niej pożytku. Dostarczała ona rocznie do zamku lubelskiego i folwarków królewskich urobek żelazny wartości 4 grzywien. Jako Ruda notowana w 1611 r. w parafii Ostrów.

W 1626 r. Ruda Korbutowa była w dzierżawie, rudy żelaznej już tam nie dobywano, był tylko młyn mączny o 2 kołach wodnych, a przy nim ¾ łanu ziemi.
W 1661 r. zanotowano uroczysko Ruda Korbutowa ze stawem, młynem i 1 zagrodą. Notowana później w latach 1676 i 1721 jako Ruda, zaś w 1787 jako Rudka Jedlańska. Na mapie topograficznej widnieje Rudka Korybutowa, tak samo w 1877 roku. Z kolei w latach 1870 i 1899 zapisano ją jako Rudka Starościńska. W roku 1921 w spisie ponownie tylko Rudka. Była to wówczas wieś o 41 domach i 218 mieszkańcach.
Tak samo nazywano ją w latach 1933, 1961 (DzUL 10, 12) i 1967 (Spis 986). Obecna nazwa to powrót do nazwy z XIX wieku – Rudka Starościańska.
Według Słownika geograficznego Królestwa Polskiego z roku 1888, Rudka Korybutowa, wieś w powiecie włodawskim, gminie Uścimów, parafii Ostrów około 1888 roku posiadała 19 domów i 139 mieszkańców z gruntem 348 mórg. Wieś ta wchodziła w 1660 roku w skład starostwa parczewskiego. Następnie należała do dóbr rządowych Parczew, miała 484 mórg.

## Urodzeni w Rudce Starościańskiej
- płk Kazimierz Sidor (ur. 26 października 1915, zm. 2 grudnia 1981 w Warszawie) – dowódca BOL, partyzant BCh, GL i AL, poseł i ambasador.